# Immanuel Ott
Immanuel Ott (* 1983 in Frankfurt am Main) ist ein deutscher Musiktheoretiker, Komponist und Hochschullehrer.

## Werdegang
Ott ist der Sohn des Philosophen und Ethikers Konrad Ott und der Theologin Veronika Surau-Ott. Er wuchs in Greifswald auf. An der Hochschule für Musik und Theater Rostock studierte er Musiktheorie. 2012 wurde er an der Musikhochschule Lübeck mit einer von Oliver Korte betreuten Dissertation über Methoden der Kanonkomposition bei Josquin Des Prez und seinen Zeitgenossen im Fach Musiktheorie promoviert. Er nahm Lehraufträge an den Hochschulen in Rostock, Lübeck, Osnabrück und Münster wahr, bevor er 2011 Lehrkraft für besondere Aufgaben an der Folkwang Universität der Künste Essen wurde. 2015 folgte er einem Ruf auf eine Professur für Musiktheorie an der zur Johannes Gutenberg-Universität Mainz gehörigen Hochschule für Musik, deren Rektor er von 2017 bis 2023 war. Von 2020 bis 2023 war er außerdem Mitglied im Leitungsgremium des Gutenberg Nachwuchs-Kollegs, seit 2023 ist er Senior-Mitglied des Gutenberg Academy Honors Program (GAHP). Von 2017 bis 2018 war er Vizepräsident des Netzwerks Schulmusik Mainz e.V. und seit 2017 gehört er dem künstlerisch-pädagogischen Beirat der Landesmusikakademie Rheinland-Pfalz an. Im externen Beirat für das Qualitätsmanagement an der Hochschule für Musik Nürnberg ist er seit 2022 Mitglied. Immanuel Ott war von 2014 bis 2020 im Vorstand der Gesellschaft für Musiktheorie (GMTH) tätig, zunächst als Webadministrator, ab 2016 als Präsident der Gesellschaft.
Der Schwerpunkt von Otts musiktheoretischen Arbeiten liegt auf der Rekonstruktion von Kompositionsprozessen, insbesondere in der Musik der Renaissance. Seine Studie über Das kompositorische Verfahren in Jean Moutons Quadrupelkanon "Nesciens mater virgo virum" wurde beim jährlichen Aufsatzwettbewerb der GMTH 2011 mit einem Preis ausgezeichnet. Er ist seit 2020 Mitherausgeber der Schriften der Hochschule für Musik Mainz und seit 2021 Mitherausgeber der Proceedings der Gesellschaft für Musiktheorie. Otts besonderes Interesse gilt der Entwicklung digitaler Methoden der Musikerfindung und Musikanalyse sowie deren Vermittlung; er ist seit 2021 Vizepräsident der Lehr- und Lernplattform Open Music Academy (OMA).
Otts Kompositionen sind polystilistisch. Er komponiert unter anderem vielstimmig besetzte Vokalmusik, etwa in Terrain (2018) für achtstimmigen Chor und Kammerorchester, bisweilen auch groß dimensioniert wie sein Oratorium Hor ch’è tempo di dormire (2024) für Sopran, Chor und Orchester. Mit Birger Petersen schrieb er zwei Kollektivkompositionen. Otts Musik spürt „den klanglichen Möglichkeiten des einzelnen Tons nach und bewegt sich an den Umschlagspunkten zwischen Klang und Geräusch, Einzelereignis und Schwarmphänomen, Punkt und Fläche.“

## Schriften (Auswahl)
- Methoden der Kanonkomposition bei Josquin Des Prez und seinen Zeitgenossen (= Schriften der Musikhochschule Lübeck / Musikhochschule Lübeck, Bd. 1). Hildesheim [u. a.]: Olms 2014. ISBN 978-3-487-15133-5, DOI:10.5771/9783487425078
- Bach-Bezüge in Felix Mendelssohn Bartholdys Choralkantate "Wer nur den lieben Gott läßt walten". In: Felix Mendelssohn Bartholdy. Analytische und rezeptionsgeschichtliche Perspektiven (= ContraPunkte, Bd. 2), hrsg. von Birger Petersen und Jan Philipp Sprick. Hildesheim, Zürich, New York: Georg Olms Verlag 2019, S. 29–41. ISBN 978-3-487-15688-0
- Zur Kontrapunktlehre bei Kirnberger. In: »... weit schärfer und gründlicher nachgedacht … «. Zur Musiktheorie Johann Philipp Kirnbergers (= Schriften der Hochschule für Musik Mainz, Bd. 1), hrsg. von Immanuel Ott und Birger Petersen. Mainz: Universitätsbibliothek der Johannes Gutenberg-Universität Mainz 2023 (mit Birger Petersen), S. 30–43. DOI:10.25358/openscience-8739
- Analyse und mechanisches Komponieren bei Kirnberger. In: ebd., S. 217–231. DOI:10.25358/openscience-8746
- Peter Cornelius als Rezensent. In: Peter Cornelius als Musiktheoretiker (= Musikforschung der Hochschule der Künste Bern / Hochschule der Künste Bern, Bd. 18), hrsg. von Stephan Zirwes, Michael Lehner, Nathalie Meidhof, Martin Skamletz; unter redaktioneller Mitarbeit von Daniel Allenbach. Baden-Baden: Ergon Verlag 2024, S. 205–211. DOI:10.5771/9783987401688-205